# Receita Pop
Receita Pop foi um game show de culinária produzido pela RedeTV! e a Endemol Brasil. É a versão brasileira de Ready Steady Cook. Tem apresentação de Marcio Werneck.

## O Formato
O jogo tem duas duplas de chefs de cozinha anônimos que terão de preparar um prato principal e uma sobremesa em 20 minutos, com apenas 20 reais em ingredientes, comprados por consumidores na rede de supermercados Carrefour. A dupla de chefs vencedora leva um ano de compras grátis.
O Receita Pop estreou no dia 18 de outubro de 2010 e a primeira temporada terá 65 episódios. Nos bastidores da RedeTV! já se fala numa segunda temporada do game show. era exibido de segunda a sexta ao meio-dia.
Produzido por Thor Medeiros e Cristal Liquido Produções para e Endemol Brasil e Rede Tv

## Parceria
A RedeTV! também produz em parceria com a Endemol Brasil o game show O Último Passageiro.